# مظفر آتاک
مظفر آتاک (انگلیسی: Muzaffer Atac؛ زاده ۲۴ اوت ۱۹۳۳ - درگذشته ۷ دسامبر ۲۰۱۰) یک فیزیک‌دان اهل ایالات متحده آمریکا- ترکیه بود.